# Emilio Sala
Emilio Sala Francés (Alcoy, 20 de enero de 1850-Madrid, 14 de abril de 1910) fue un pintor español. Estudió en Valencia con su primo y tutor, Plácido Francés, en la Real Academia de Bellas Artes de San Carlos. Fue individuo de mérito en la Academia Española de Bellas Artes de Roma. Recibió la Cruz de San Miguel y fue caballero gran cruz de la Orden de Isabel la Católica.

## Biografía
Nacido el 20 de enero de 1850 en la localidad alicantina de Alcoy, en 1871 participó por primera vez en la Exposición Nacional de Bellas Artes. Desde 1890, se alejó de la pintura histórica, dedicándose a la pintura de género, al paisaje y a la ilustración.

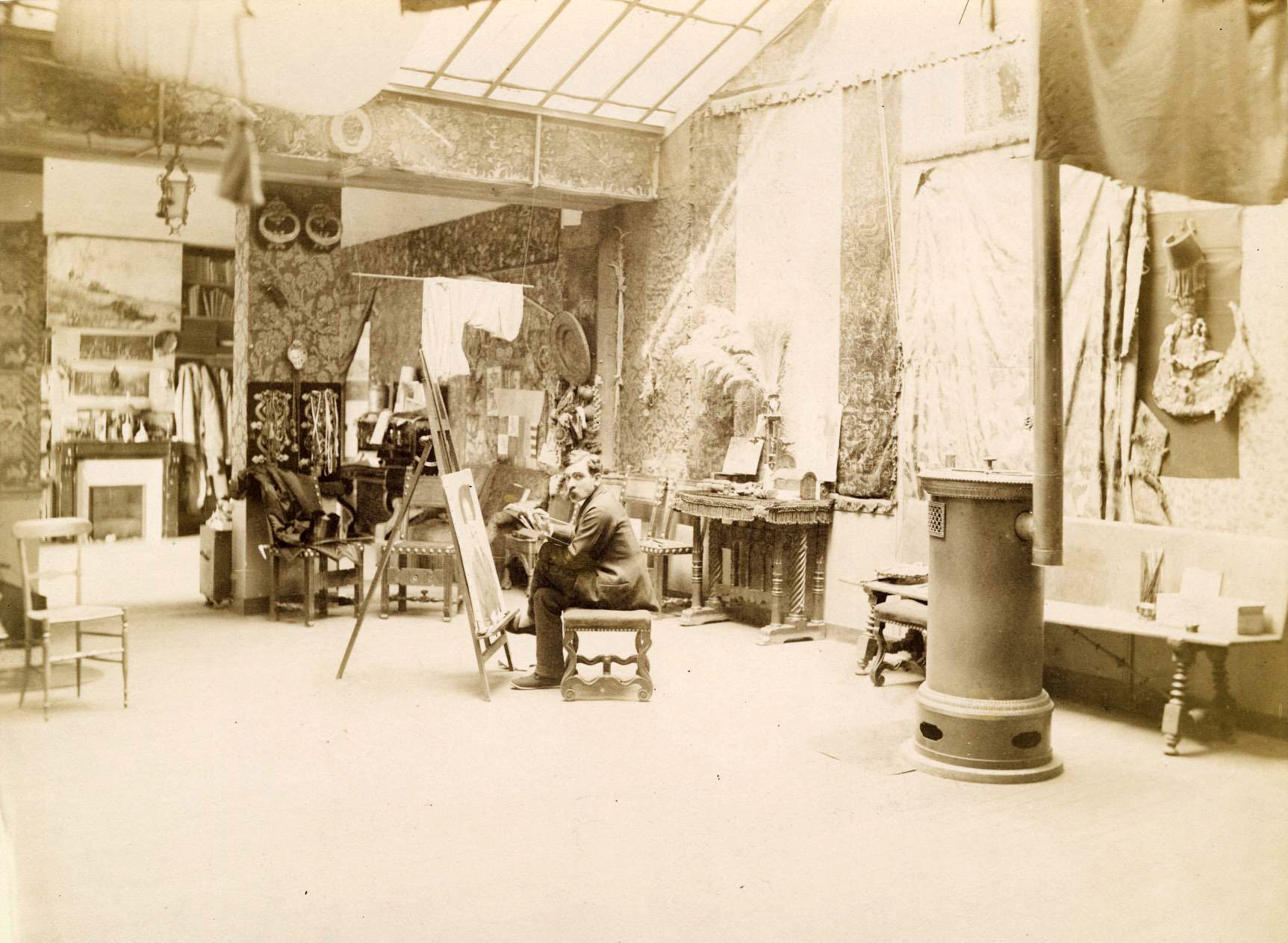
Emilio Sala Francés en su estudio de París

Muchas de sus obras se reprodujeron en la revista Blanco y Negro, ilustrando además alguno de los Episodios Nacionales de Benito Pérez Galdós. Destacó en el género del retrato, de 1871 data el realizado a su amigo Antonio Cortina Farinós. En Roma se relacionó con Francisco Pradilla, Ricardo Madrazo, José Moreno y Joaquín Sorolla, pero permutó su beca y se estableció en París.
En Madrid abrió su propio estudio y tomó parte en la decoración de los Palacios de Anglada y de Mazarredo, decorando los techos del desaparecido Café de Fornos y de la Cantina Americana. En 1906 se creó para él, en la Academia de Bellas Artes de San Fernando, la cátedra de "Teoría y Estética del Color", donde trabajó hasta su muerte, acaecida en el 14 de abril de 1910. Fue enterrado en el cementerio de la Almudena.

## Obras

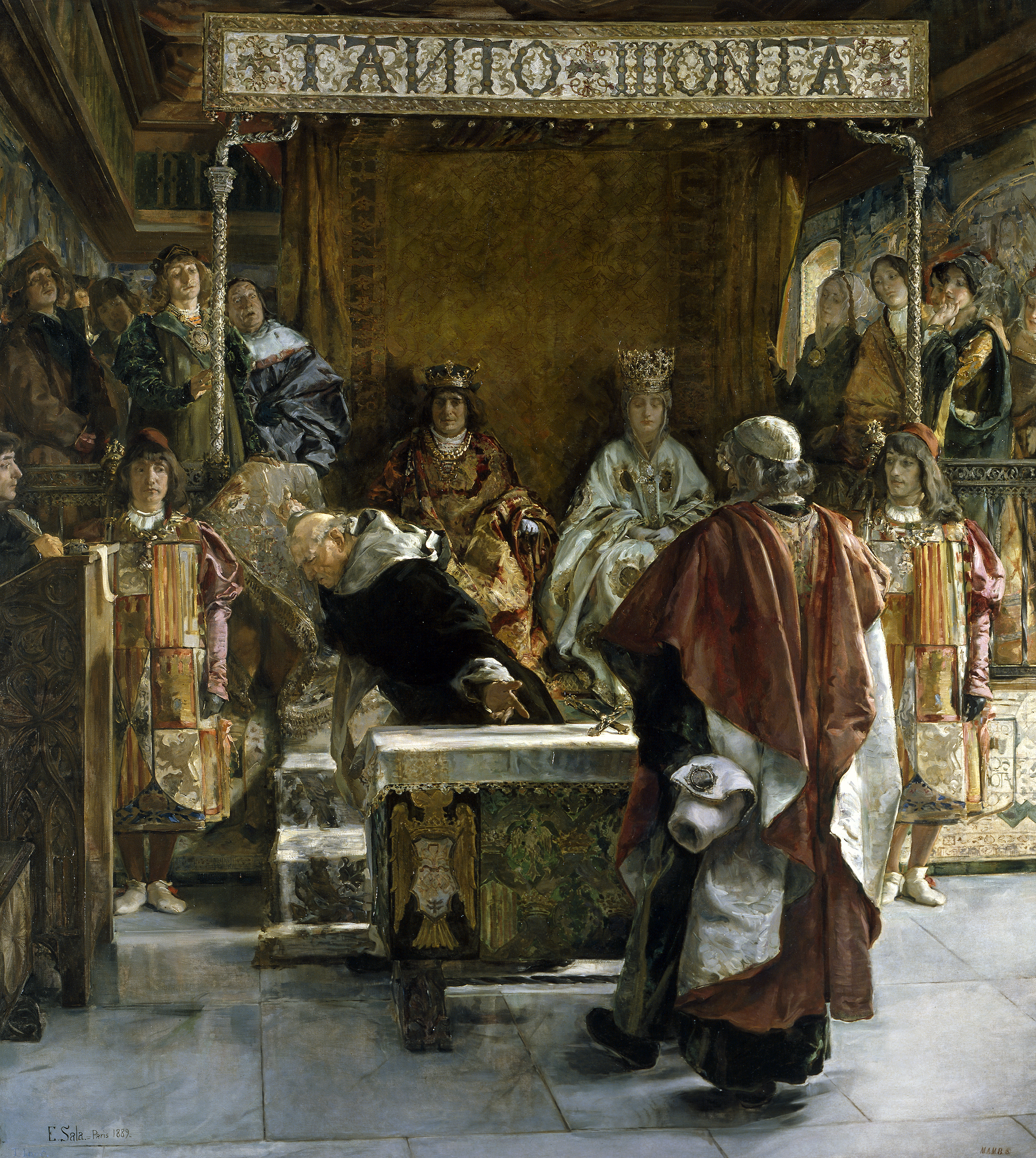
Expulsión de los judíos (1889).

Obras suyas son: Retrato de Doña Ana Colín y Perinat, Retrato de joven, Retrato de un personaje masculino desconocido, Florista, Valle de lágrimas, Sinfonía en blanco, La manzanilla, etc. Destacó como retratista (Campoamor, La niña Doña Eulalia, María Guerrero, Echegaray, Juan Ramón Jiménez, Agustín Querol) y pintor de género (Jugadoras, El columpio).

## Galardones
- Segunda medalla en la Exposición Regional de Valencia de 1867 por un Bodegón.
- Segunda medalla en la Exposición Nacional de Bellas Artes de 1871 por la Prisión del Príncipe de Viana.
- Premio de honor en la Exposición Regional de Valencia por Valle de lágrimas.
- Primera medalla en la Exposición Nacional de Bellas Artes de 1878 por Guillem de Vinatea delante de Alfonso IV.
- Primera medalla en la Exposición Nacional de Bellas Artes en 1881 por Novus Hortus.
- Cruz de San Miguel en Múnich en 1885.
- Segunda medalla en la Exposición Universal de París de 1889.
- Medalla de Oro de la Exposición de Berlín 1891 por Expulsión de los judíos.
- Caballero gran cruz de la Orden de Isabel la Católica en la Exposición Universal de 1899.

## Galería

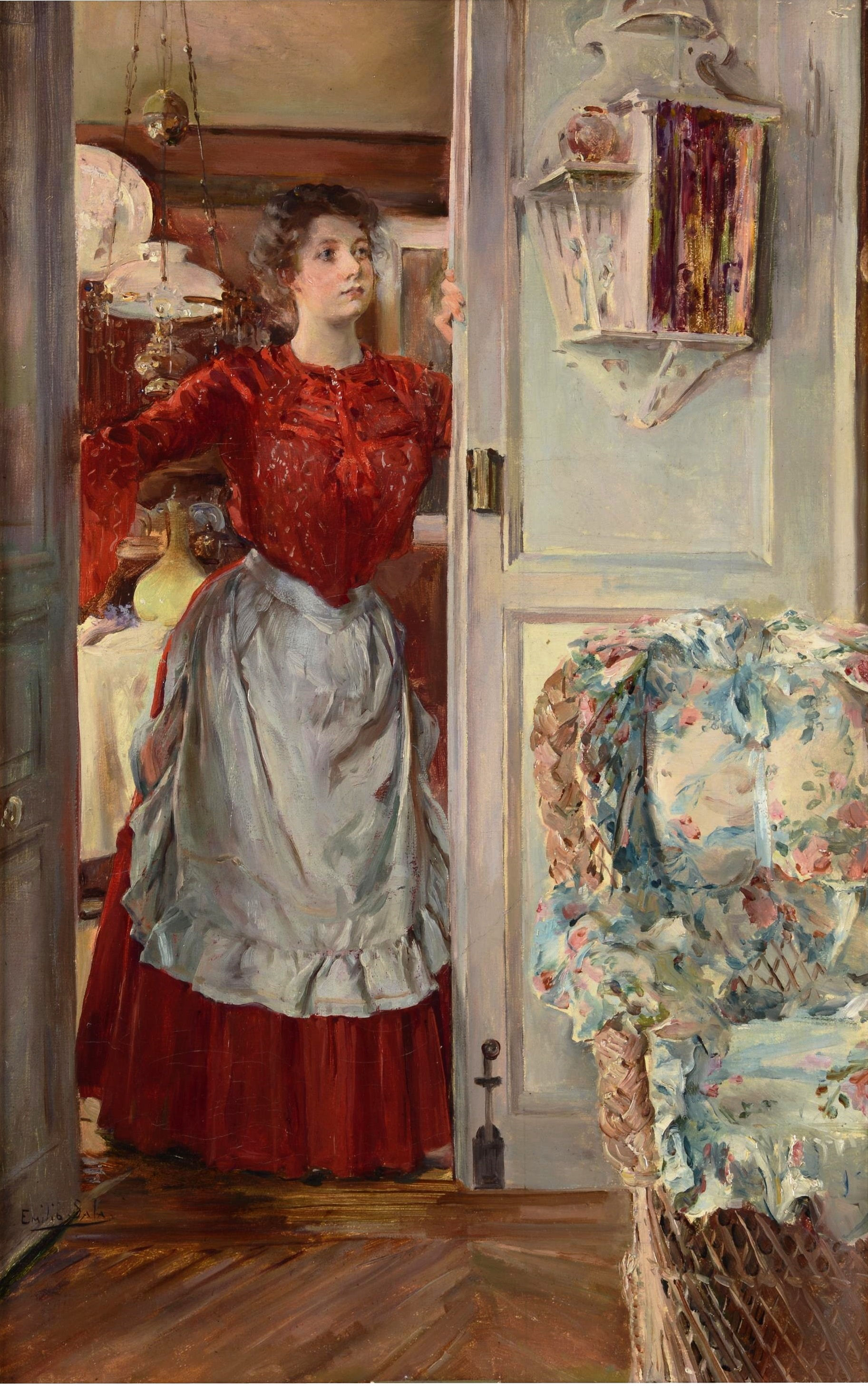
Joven en una puerta (c.1895)
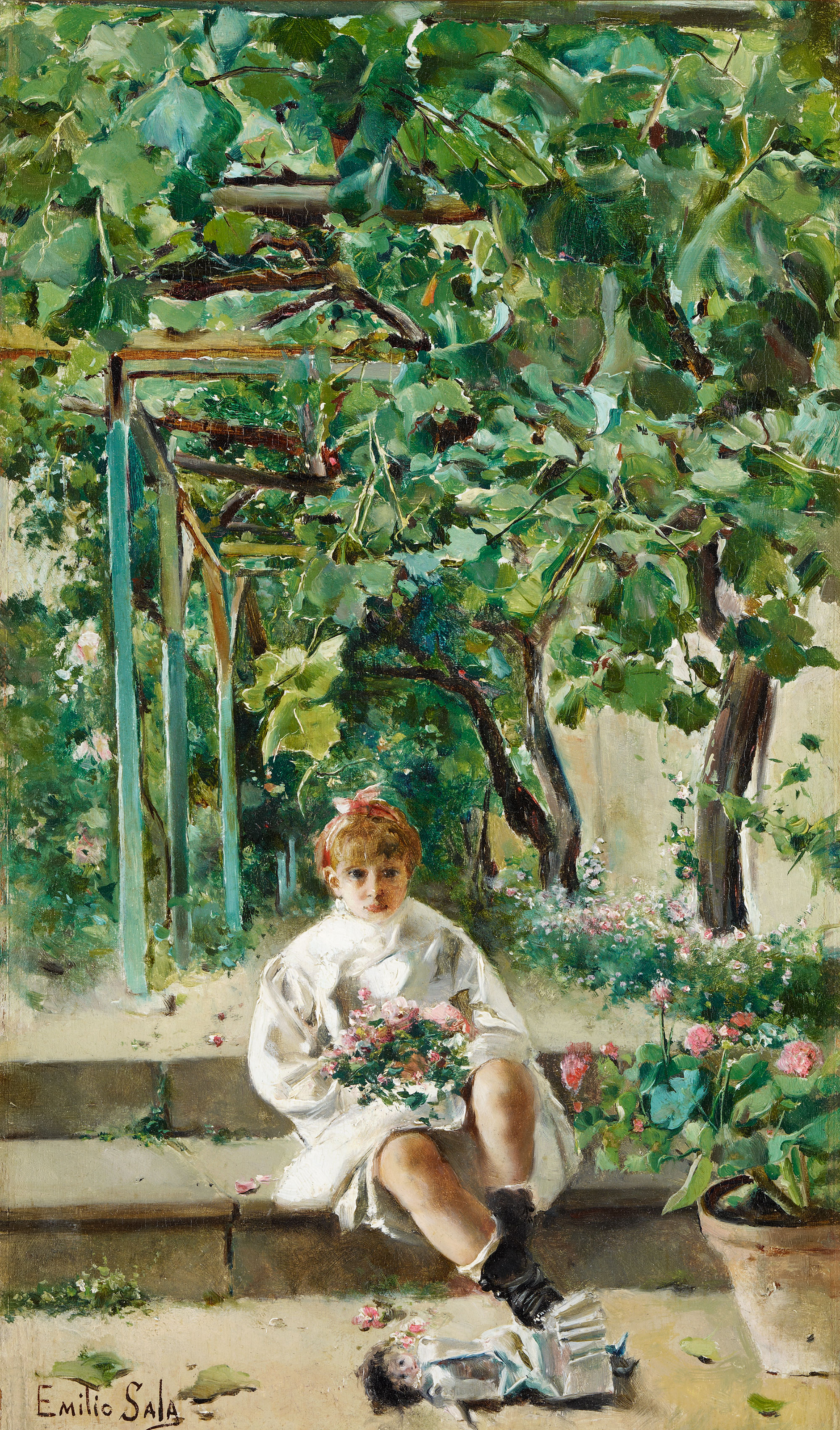
Muñeca abandonada
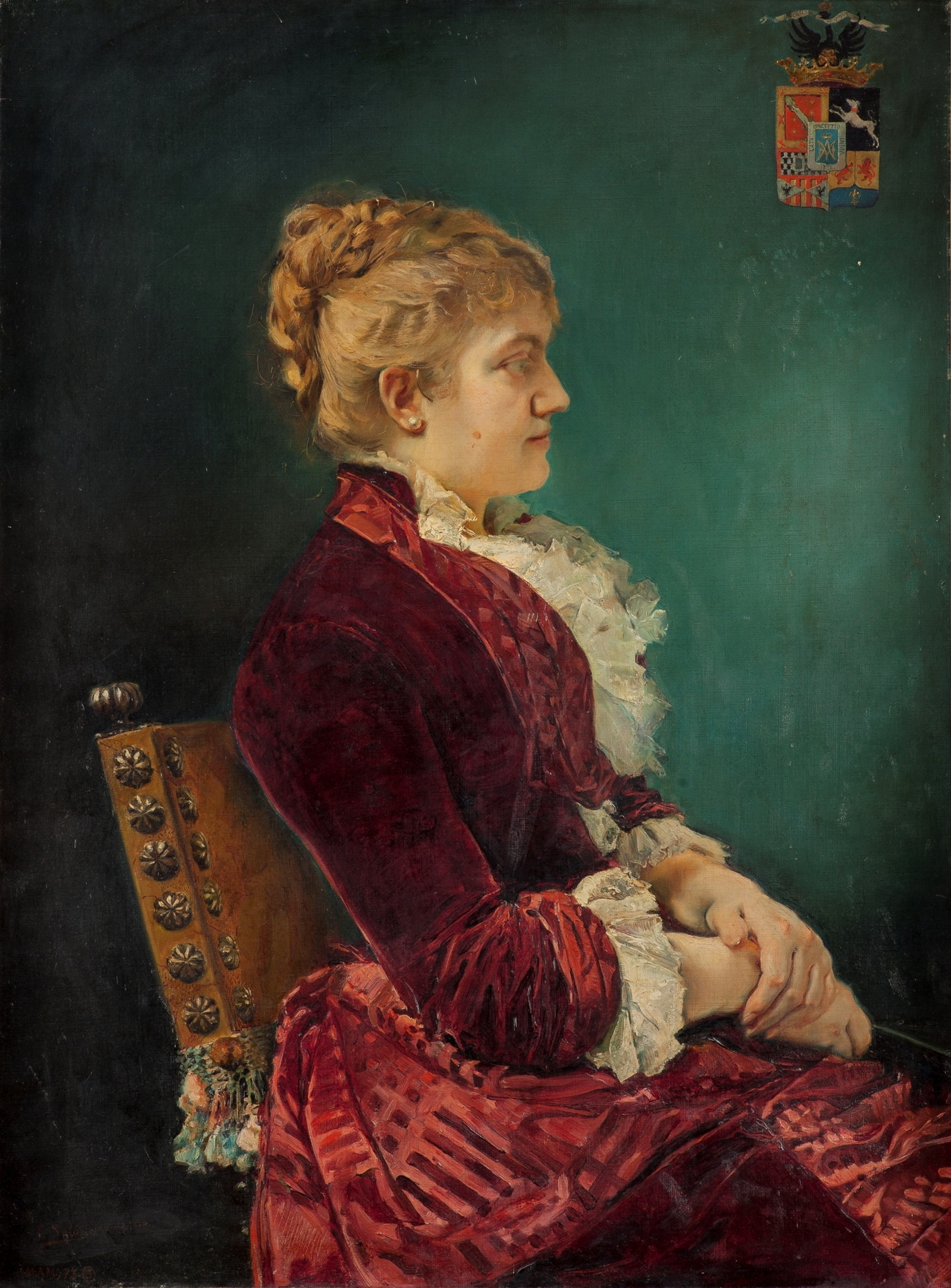
María de las Mercedes de Alcázar y Nero Vera de Aragón, marquesa de Coquilla (1880)
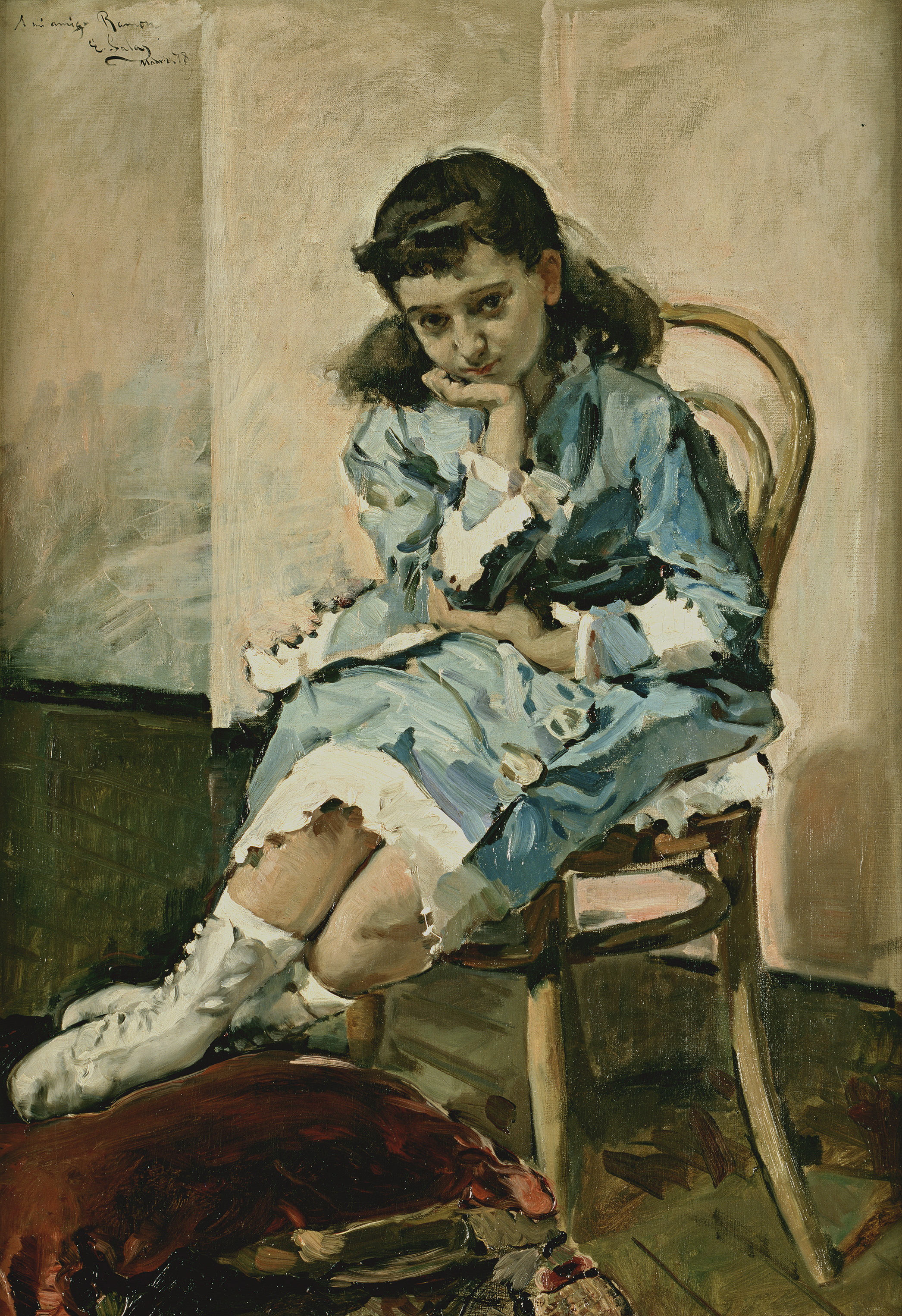
María Guerrero, niña (1878)
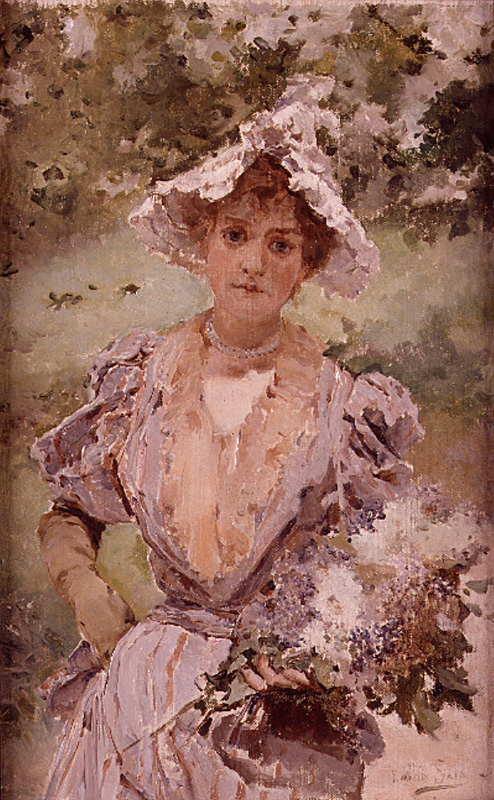
Florista
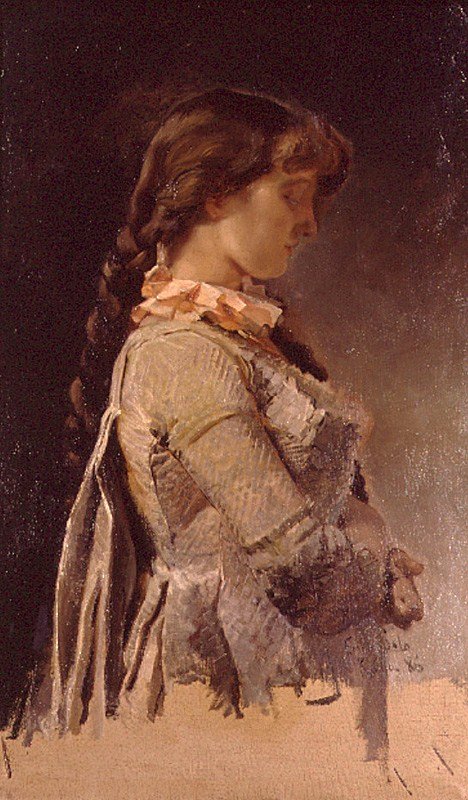
Retrato de joven (1886)
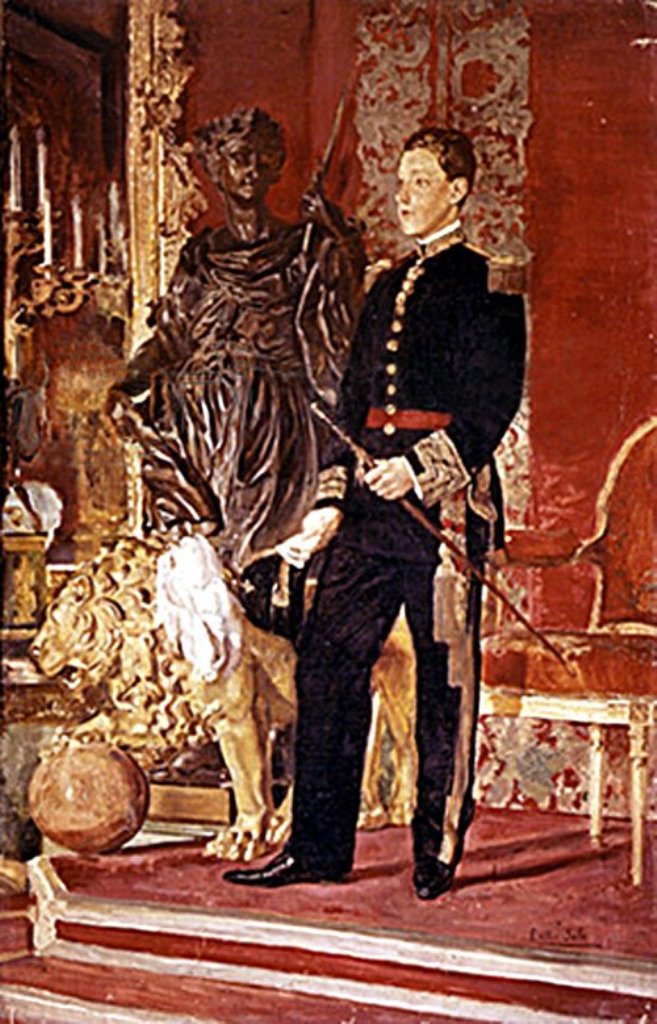
Retrato del rey Alfonso XIII
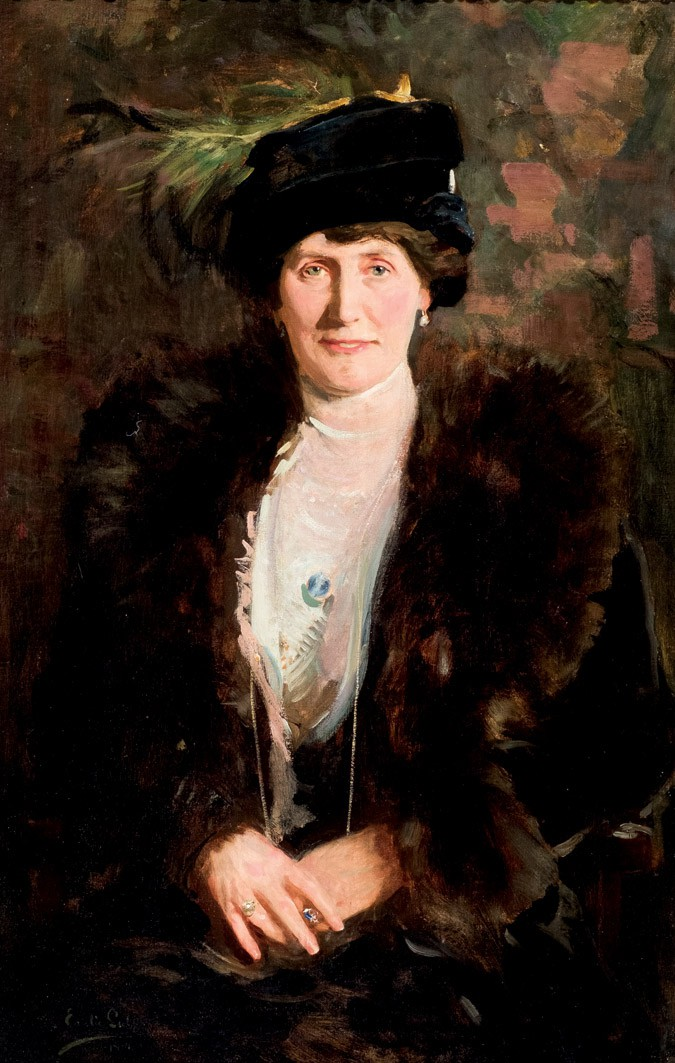
Retrato de dama (1910)